# Осе (Нижньосілезьке воєводство)
Осе (пол. Ose, нім. Ossen) — село в Польщі, у гміні Мендзибуж Олесницького повіту Нижньосілезького воєводства.
Населення — 298 осіб (2011).
У 1975-1998 роках село належало до Каліського воєводства.

## Демографія
Демографічна структура станом на 31 березня 2011 року:
|          | Загалом | Допрацездатний вік | Працездатний вік | Постпрацездатний вік |
| -------- | ------- | ------------------ | ---------------- | -------------------- |
| Чоловіки | 147     | 33                 | 104              | 10                   |
| Жінки    | 151     | 34                 | 90               | 27                   |
| Разом    | 298     | 67                 | 194              | 37                   |